# Same (Verwaltungsamt)
| \| \| |
|       |

|  |

Same (gesprochen Sah-may) ist ein osttimoresisches Verwaltungsamt (portugiesisch Posto Administrativo) in der Gemeinde Manufahi.

## Geographie

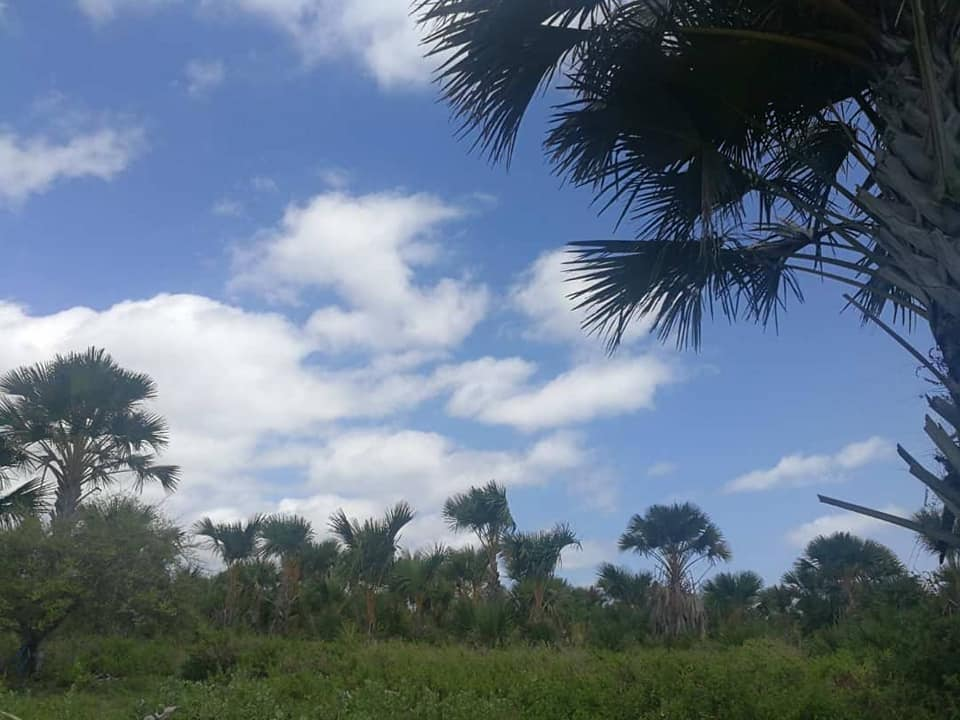
Landschaft bei Betano

Bis 2014 wurden die Verwaltungsämter noch als Subdistrikte bezeichnet. Same hat eine Fläche von 353,14 km² und teilt sich auf in die acht Sucos Babulo (Babulu), Betano, Dai-Sua (Daisua, Daisula), Grotu (Gratu), Holarua, Letefoho, Rotuto (Rotutu) und Tutuluro. Nordöstlich von Same liegen die Verwaltungsämter Turiscai und Fatuberlio, östlich das Verwaltungsamt Alas. Im Nordwesten und Westen grenzt Same an die Gemeinde Ainaro mit ihren Verwaltungsämtern Maubisse, Hatu-Builico und Hato-Udo. Im Süden liegt die Timorsee. Das Flusssystem des Caraulun durchzieht den Norden von Same, bevor er als Grenzfluss zu Ainaro in die Timorsee mündet. Sein wichtigster Nebenfluss, der Sui folgt der nördliche Ostgrenze zu Alas und Fatuberlio. Der kleine Quelun bildet an seiner Mündung den Grenzfluss zu Alas im Süden.
Der Sitz der Verwaltung befindet sich in Holarua, auch wenn sich die urbanen Gebiete des Verwaltungsamtes, aus dem die Hauptstadt Same besteht, sich in den Nachbar-Sucos Letefoho und Babulo befinden.

Klimadaten
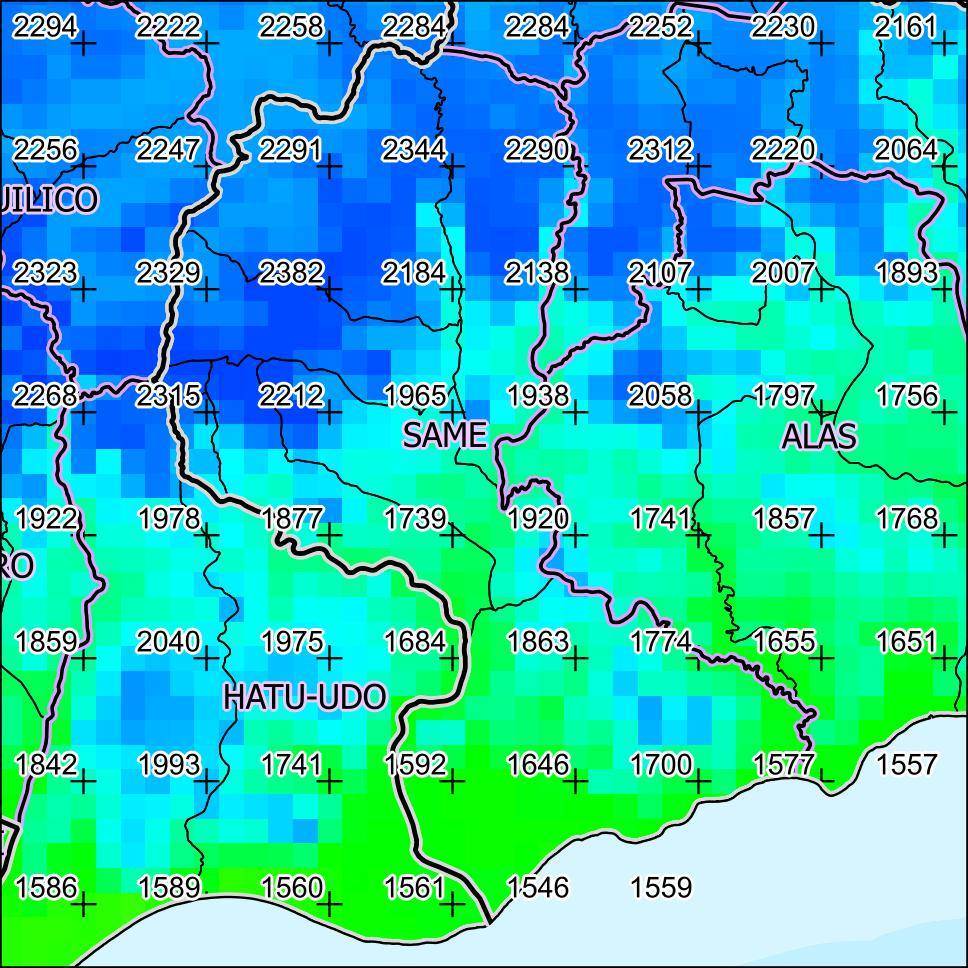
Jährliche Niederschlagsmenge (2000)
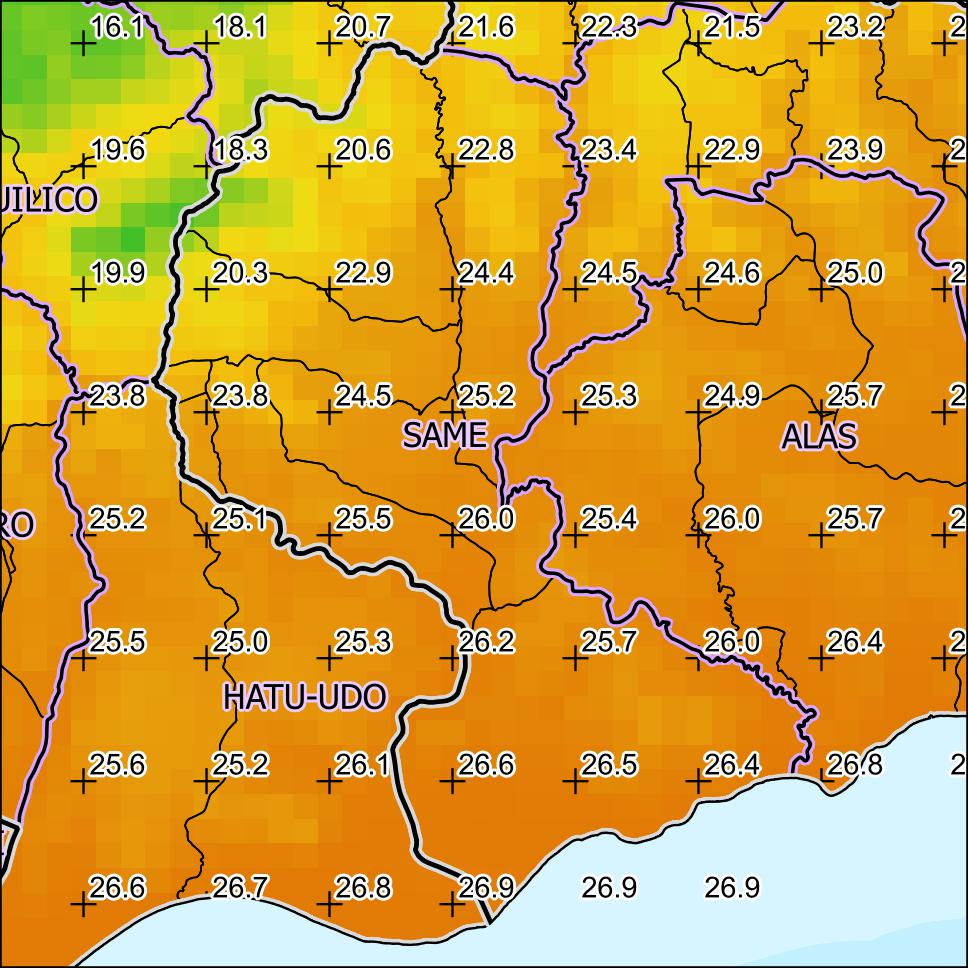
Jahresdurchschnitts-temperatur (2000)
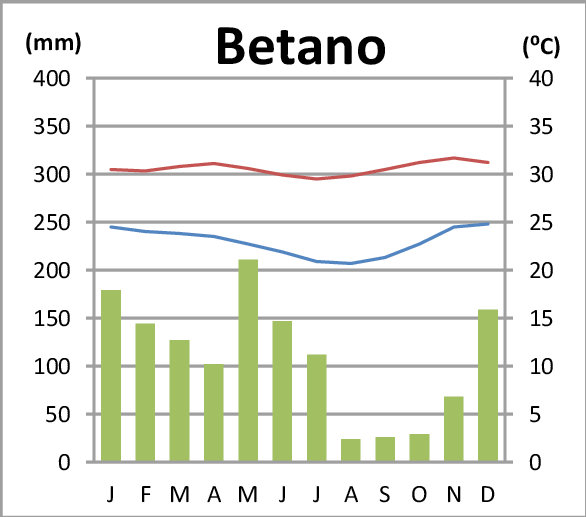
Klimadiagramm von Betano
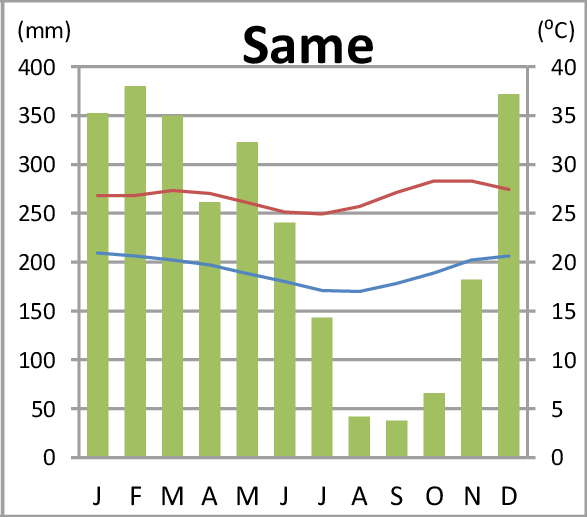
Klimadiagramm von Same

## Einwohner

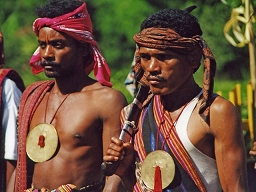
Feierlichkeiten zum Besuch von Xanana Gusmão in Same (2000)

Same hat 34.843 Einwohner (2022), davon sind 18.071 Männer und 16.772 Frauen. Im Verwaltungsamt gibt es 6.542 Haushalte. Die größte Sprachgruppe bilden die Sprecher der Nationalsprache Bunak. Der Altersdurchschnitt beträgt 18,3 Jahre (2010, 2004: 18,2 Jahre).

## Geschichte

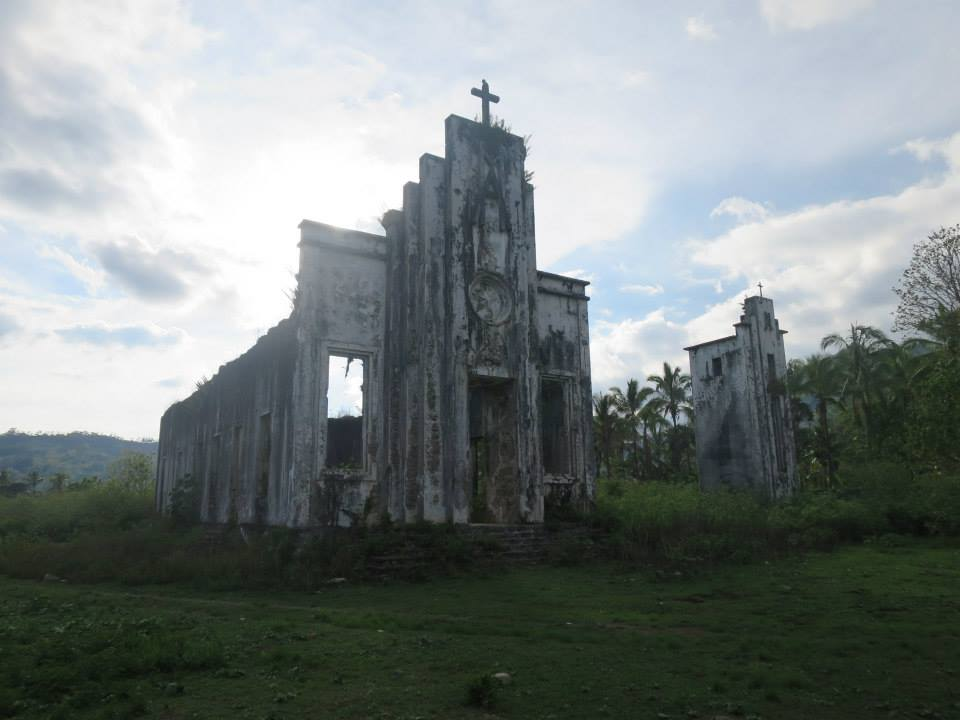
Ruinen der Kirche Ave Maria in Same

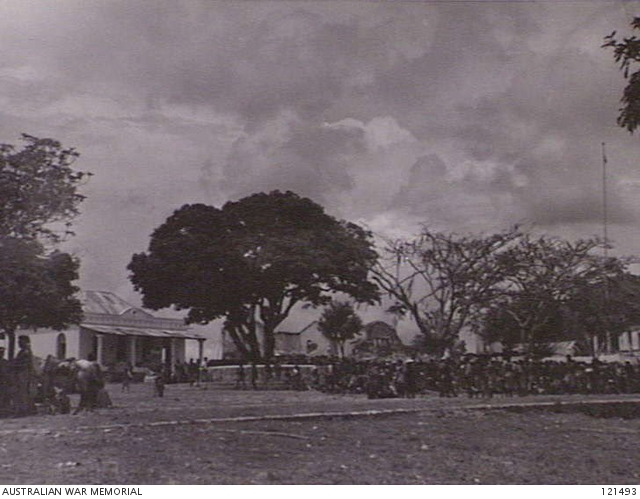
Same (1945)

Der Ort Same war die Hauptstadt des Reiches von Manufahi. Boaventura, der Liurai von Manufahi und sein Vater Duarte führten zwischen 1895 und 1912 mehrere große Revolten gegen die damalige portugiesische Kolonialmacht an. Boaventura vereinigte dabei mehrere timoresische Reiche zur größten Widerstandsbewegung, auf die die Portugiesen während der Kolonialzeit auf Timor trafen. Erst während der Rebellion von Manufahi 1911/12 wurde mit loyalen Timoresen und portugiesisch-afrikanischen Truppen aus Mosambik und teils sogar aus Angola der Aufstand endgültig geschlagen und Boaventura in Betano gefangen genommen. Er starb kurz darauf auf der Insel Atauro. Osttimoresische Quellen schätzen, dass bei der letzten Revolte zwischen 15.000 und 25.000 Menschen getötet und viele Tausend mehr gefangen genommen und eingekerkert wurden. Allein beim Massaker am Berg Leolaco im heutigen Suco Dai-Sua, eines der größten Massaker in der portugiesischen Kolonialgeschichte, starben im August 1912 etwa 3.000 Männer, Frauen und Kinder.
Während des Zweiten Weltkriegs wurde Portugiesisch-Timor von den Japanern besetzt. Ihnen widersetzten sich, während der Schlacht um Timor, australische Truppen im Guerillakampf. Über den Hafen von Betano lief der australische Nachschub. Dabei ging der australische Zerstörer HMAS Voyager hier verloren. Die Kirche von Same wurde während der Besatzung zerstört. Ihre Ruinen stehen noch heute in der Nähe des Ortes.
Während des Bürgerkrieges zwischen FRETILIN und UDT, in den letzten Tagen der portugiesischen Kolonialherrschaft, flohen am 11. August 1975 die meisten Einwohner von Letefoho aus ihren Häusern in die Berge. Sie fürchteten Verschleppungen durch die UDT, nachdem FRETILIN-Anhänger in Wedauberek (Subdistrikt Alas) getötet worden waren.

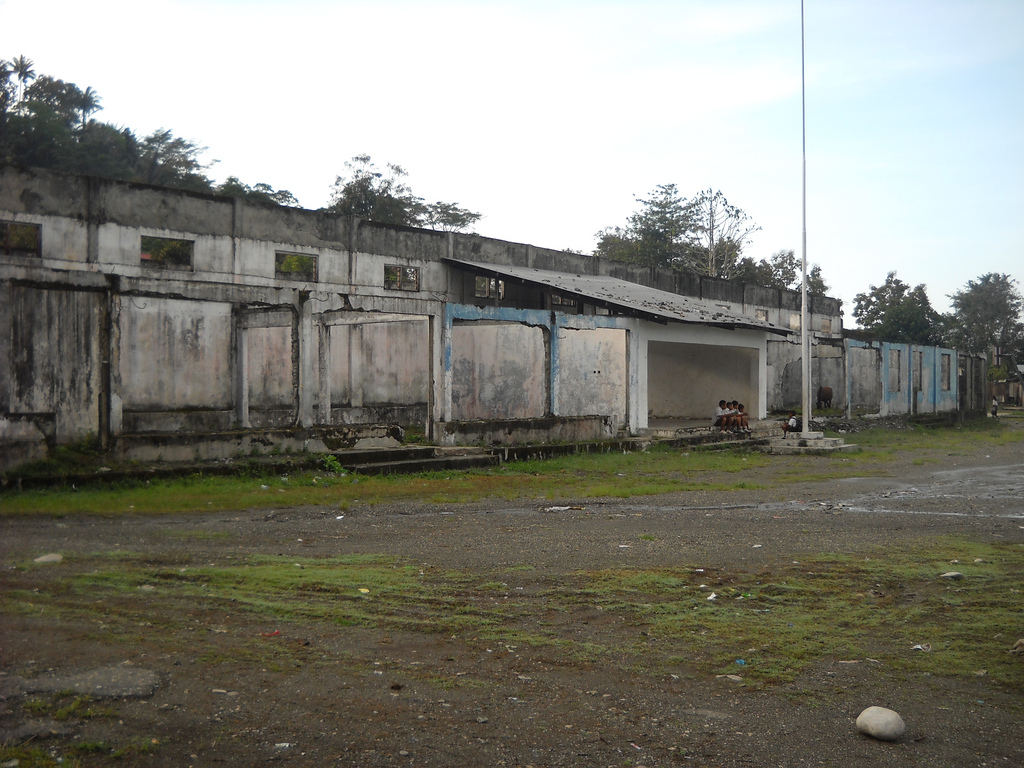
Der alte Markt von Same. Das Gebäude wurde von den indonesischen Armee zerstört und war 2010 noch nicht wieder aufgebaut

1975 marschierten die Indonesier in Osttimor ein. Bis Oktober 1976 waren auch die wichtigsten Städte wie Same besetzt. Ende 1979 gab es in Betano, Dai-Sua, Holarua, Letefoho, der Stadt Same und in Babulo indonesische Lager für Osttimoresen, die zur besseren Kontrolle von den Besatzern umgesiedelt werden sollten.
Am 20. August 1982 griffen FALINTIL-Kämpfer die indonesische Hansip (Zivilverteidigung) in Rotuto an. Dies war Teil des Cabalaki-Aufstands, bei dem mehrere indonesische Stützpunkte in der Region gleichzeitig attackiert wurden. Die Indonesier schickten sofort Truppen in die Region. Häuser wurden niedergebrannt, Schulen geschlossen und Frauen und Kinder dazu gezwungen Wache in Militärposten zu halten. Außerdem kam es zu Zwangsumsiedlungen, Brandschatzung, Plünderungen und Vergewaltigungen. FALINTIL-Kämpfer und ein Großteil der Bevölkerung flohen aus dem Gebiet.
1999 wurde die Stadt Same, während der Unruhen im Umfeld des Unabhängigkeitsreferendum in Osttimor, nahezu komplett von pro-indonesischen Milizen zerstört. 2001 wurde in Boroondara (Bundesstaat Victoria/Australien) der Freundschaftskreis Friends of Same gegründet, der Hilfsprojekte in der Region unterstützt.
Am 1. März 2007 wurde der flüchtige Rebellenführer Alfredo Reinado in Same zusammen mit 150 Mann von australischen ISF-Soldaten eingeschlossen. Zu ihm gesellten sich Gastão Salsinha, ein weiterer Anführer der rebellierenden Soldaten und der unabhängige Parlamentsabgeordneter Leandro Isaac, um ihn zu unterstützen. Etwa hundert Einwohner flohen aus den Ort. Am 4. März stürmte die australische Armee mit Unterstützung von Hubschraubern und gepanzerten Fahrzeugen den Ort. Fünf Rebellen starben dabei, während von den Australiern niemand verletzt wurde. Reinado gelang die Flucht, ebenso Gastão Salsinha und seinen Männern. Leonardo Isaac blieb unverletzt. Einige Rebellen konnten gefangen genommen werden.
Vier Tage später sollen australische Soldaten auf der Suche nach Reinado bei einer nächtlichen Durchsuchungsaktion etwa zehn Häuser im nahe gelegenen Dorf Searema zerstört haben. Die australische Armee bestreitet die Zerstörung und spricht nur von geringen Schäden, bei denen Soldaten später bei der Reparatur halfen. Auch im Dorf Sasaneh sollen australische Soldaten ihre Durchsuchung brutal durchgeführt haben. Möbel seien beschädigt worden und die Bewohner wurden mit erhobenen Händen zusammengetrieben.

## Politik
Der Administrator des Verwaltungsamts wird von der Zentralregierung in Dili ernannt. Verwaltungsamtsadministrator ist Adão Mendes (Stand April 2010 und 2015). Etwa von 2016 bis 2020 war Amandio Assunção da Costa Administrator und 2021 Adelino de Araújo. Am 9. Januar 2024 wurde Amândo Assunção da Costa zum Administrator ernannt.

## Wirtschaft

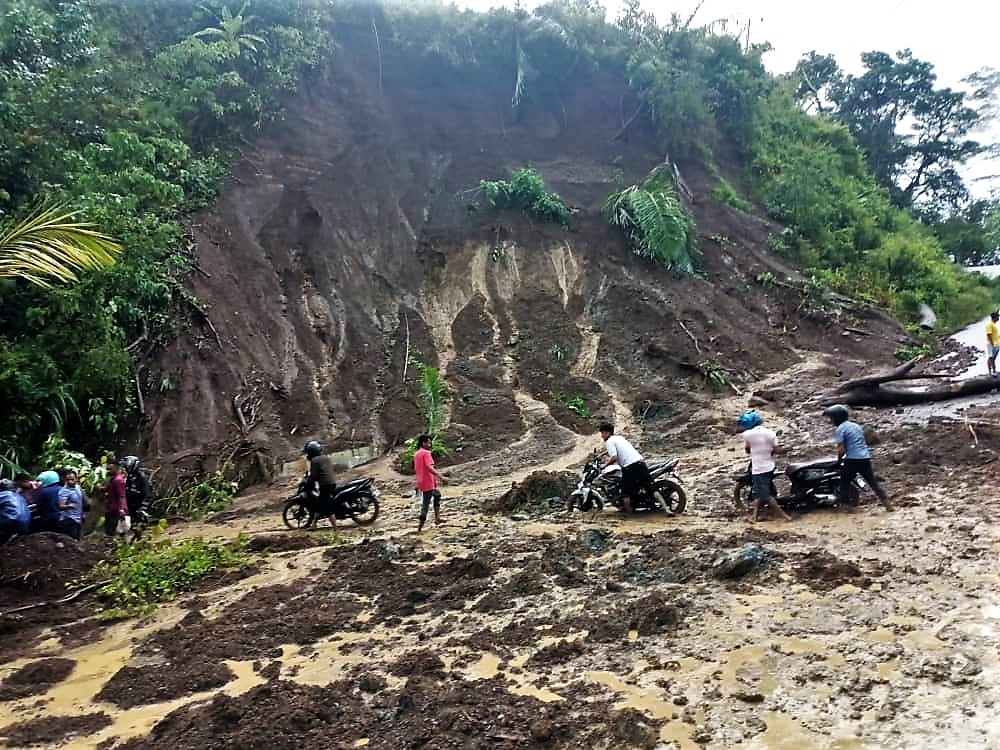
Erdrutsch auf einer Straße zwischen Same und Dili (2022)

66 % der Haushalte in Same bauen Maniok an, 65 % Mais, 52 % Kokosnüsse, 54 % Gemüse, 44 % Kaffee und 15 % Reis. 2010 wurde beklagt, dass die Einwohner der Sucos Holarua, Grotu, Dai-Sua und Rotuto ständig unter einer Nahrungsmittelknappheit leiden, da ihre Böden nicht ertragreich genug seien. Dazu kämen Stürme und Erdrutsche, die bereits in Rotuto Felder zerstörten.

## Persönlichkeiten
- Jorge Barros Duarte (1912–1995), Geistlicher, Politiker und Schriftsteller
- Natalina Ramos Filipe Horta (1929–2018), Unabhängigkeitsaktivistin
- Guilhermina Marçal (* 1958), Nonne, Menschenrechtsaktivistin und Unabhängigkeitsaktivistin
- Angélica da Costa (* 1967), Politikerin
- Adérito Hugo da Costa (* 1968), Politiker und Journalist
- Isabel da Costa Ferreira (1974–2023), Politikerin, Juristin und Ehefrau des Staatspräsidenten
- Sancha Margarida Tilman (* 1978), Politikerin